# Schütze (Dienstgrad der Bundeswehr)
Der Schütze ist, neben vielen anderen, eine Dienstgradbezeichnung für einen Soldaten der Bundeswehr im niedrigsten Dienstgrad. Die Dienstgradbezeichnungen des niedrigsten Dienstgrades der Bundeswehr werden unter der Sammelbezeichnung Soldat zusammengefasst.
Der Dienstgrad der Bundeswehr Schütze wird durch den Bundespräsidenten mit der Anordnung des Bundespräsidenten über die Dienstgradbezeichnungen und die Uniform der Soldaten auf Grundlage des Soldatengesetzes festgesetzt. Die Abkürzung ist Schtz – in Listen S für Soldat.

## Träger
Im Wesentlichen führen alle Heeresuniformträger im niedrigsten Dienstgrad in den Truppenteilen der Feldjägertruppe, der ABC-Abwehrtruppe, der Heeresaufklärungstruppe, des Militärmusikdienstes, der Logistiktruppe im Unterstützungsbereich sowie in den meisten Truppenteilen der Heereslogistiktruppen den Dienstgrad Schütze. Dies galt auch für Soldaten im niedrigsten Dienstgrad in der früheren Fernspäh- und Feldnachrichtentruppe.

## Geschichte
Die Bezeichnung Schütze hat in deutschen Streitkräften sowohl als Funktions- als auch als Dienstgradbezeichnung eine lange Tradition.

## Äquivalente und übergeordnete Dienstgrade
Der Schütze entspricht dem Dienstgrad Jäger, Funker, Panzergrenadier usw. (→ vgl. hier) anderer Truppengattungen. Sammelbezeichnung für alle diese niedrigsten Dienstgrade ist häufig die Bezeichnung „Soldat“. In den Streitkräften der NATO ist der Schütze zu allen Dienstgraden mit dem NATO-Rangcode OR-1 äquivalent. In der Laufbahngruppe der Mannschaften ist ein Schütze gemäß ZDv 20/7 unter dem ranghöheren Gefreiten eingeordnet.
| Mannschaftsdienstgrad |         |                    |
| Niedrigerer Dienstgrad |         | Höherer Dienstgrad |
| - | Schütze | Gefreiter          |
| Dienstgradgruppe: Mannschaften – Unteroffiziere o.P. – Unteroffiziere m.P. – Leutnante – Hauptleute – Stabsoffiziere – Generale |         |                    |